# Comunità montana Valli del Taro e del Ceno
La Comunità montana Valli del Taro e del Ceno si trova in Provincia di Parma (Emilia-Romagna). Confina con la Comunità montana valli del Nure e dell'Arda a ovest nella provincia di Piacenza e con la Comunità montana Appennino Parma Est.
L'Emilia-Romagna ha organizzato il proprio territorio montano in 18 Comunità Montane di cui due insistono sulla provincia di Parma; la regione sostiene lo sviluppo sociale ed economico di queste comunità.
La comunità è costituita da 15 comuni, 5 nella valle del Ceno:
- Bardi
- Bore
- Pellegrino Parmense
- Varano de' Melegari
- Varsi

10 in val di Taro:
- Albareto
- Bedonia
- Berceto
- Borgo Val di Taro
- Compiano
- Fornovo di Taro
- Solignano
- Terenzo
- Tornolo
- Valmozzola